# Sáliagos
Sáliagos (en griego: Σάλιαγκος) es una pequeña isla de unos 100 m de largo y 50 de ancho del archipiélago de las Cícladas. Está el norte de la isla de Antíparos y es parte de la periferia de Egeo Meridional, de la unidad periférica de Paros y del municipio de Antíparos. En la Antigüedad, era una colina del istmo que unía Paros y Antíparos. Se encuentra deshabitada. 

## Arqueología
En esta isla se han encontrado restos de un asentamiento Neolítico que fue construido a finales del V milenio a. C. El lugar estaba compuesto por edificios rectangulares rodeados de un muro defensivo. Entre los hallazgos abundan las herramientas y puntas de flecha de obsidiana, de lo que se ha deducido que este asentamiento fue un lugar donde se procesaba y se comercializaba la obsidiana procedente de la isla de Milos.
También se han encontrado recipientes y estatuillas, entre ellas la denominada «dama de Sáliagos», que es la estatuilla más antigua que se ha encontrado en las Cícladas.
Esta isla ya fue investigada por Nikolaos Zafiropoulos en 1961 y posteriormente se han realizado excavaciones  bajo la dirección de John Evans y Colin Renfrew.

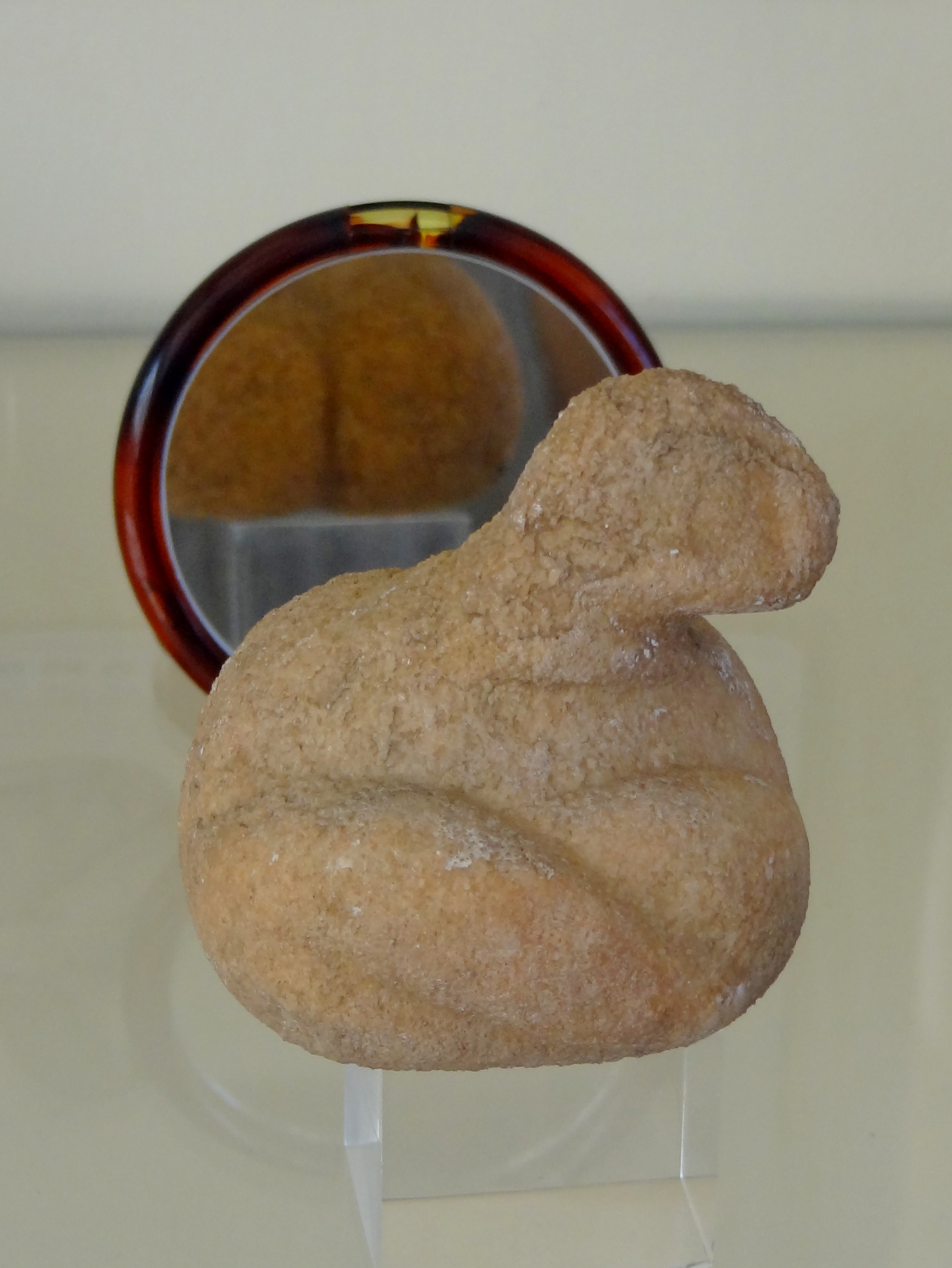
La «dama de Sáliagos», Museo Arqueológico de Parikia.
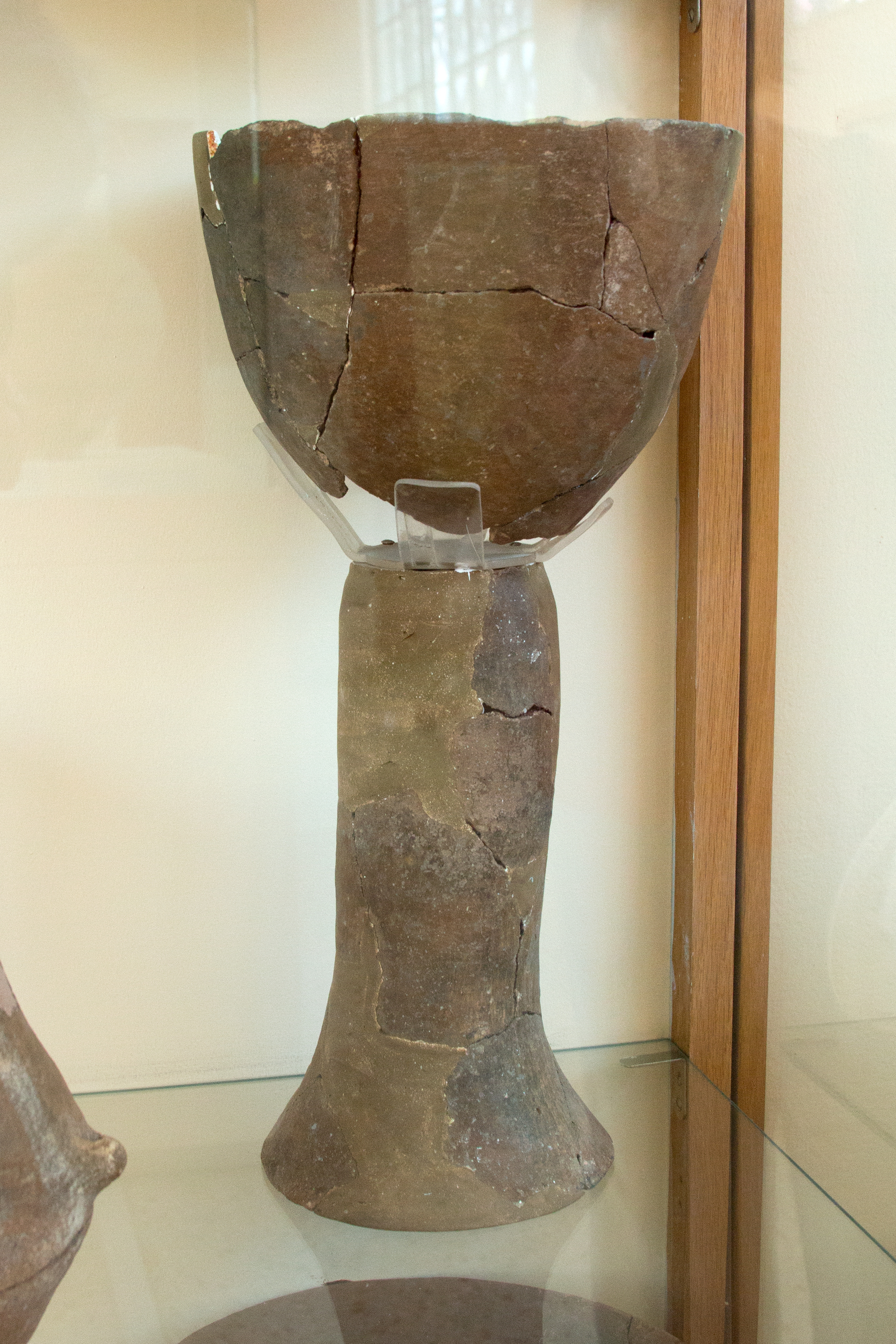
Una de las copas halladas en Sáliagos.
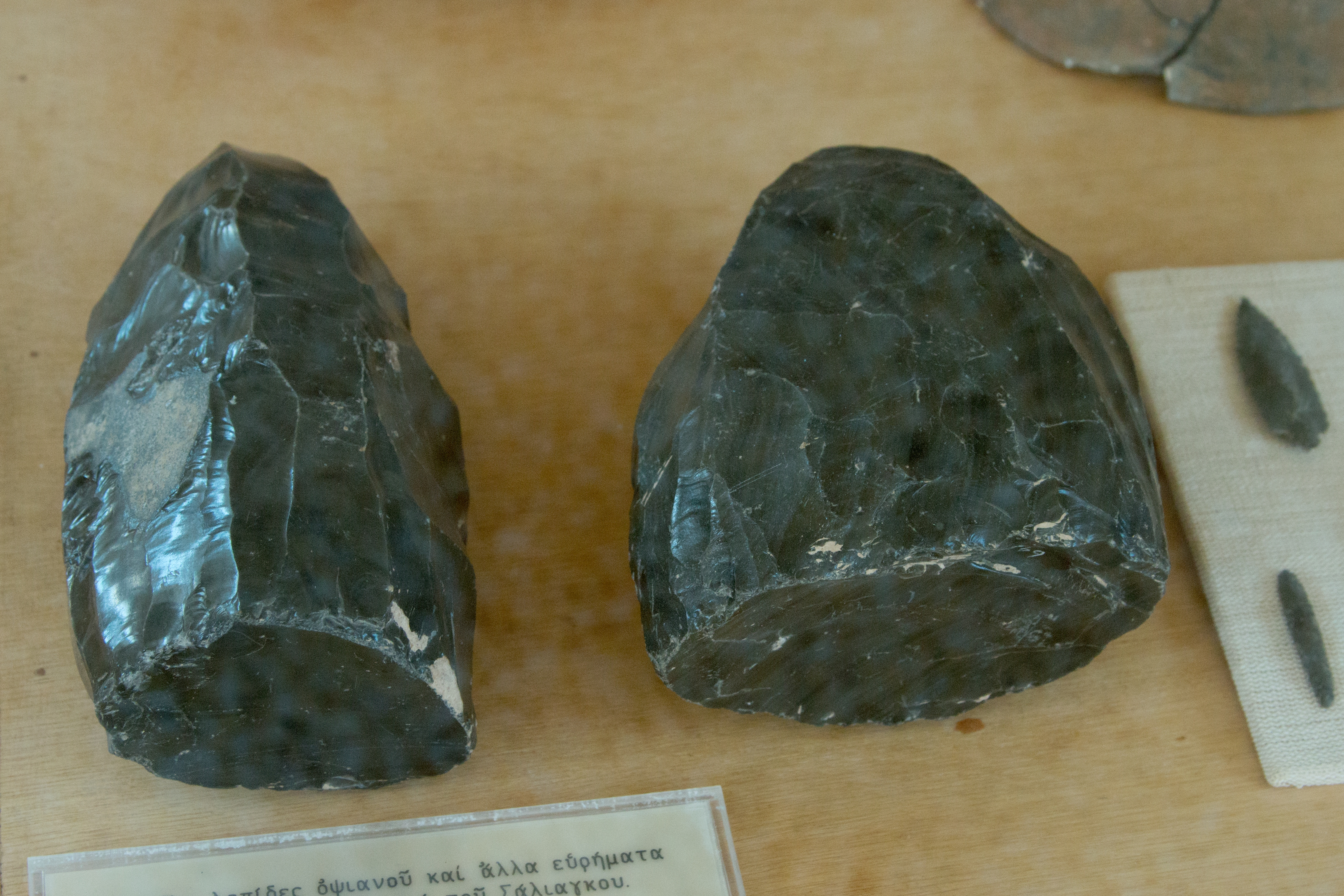
Piedras de obsidiana encontradas en Sáliagos.